# Centre-du-Québec
Centre-du-Québec (potocznie zwany również Bois-Francs) – jeden z 17 regionów administracyjnych we francuskojęzycznej prowincji Quebec, w Kanadzie. Region utworzony został po reformie administracyjnej z dnia 30 lipca 1997 roku. Centre-du-Québec podzielone jest na 5 regionalnych gmin hrabstwa oraz 83 gminy.
Centre-du-Québec ma 234 163 mieszkańców. Język francuski jest językiem ojczystym dla 97,6%, angielski dla 1,0% mieszkańców (2011).
Regionalne gminy hrabstwa (MRC):
- Arthabaska
- Bécancour
- Drummond
- L'Érable
- Nicolet-Yamaska

Dwie gminy autochtoniczne znajdują się poza MRC:
- rezerwat indiański Odanak
- rezerwat indiański Wôlinak